# Tæppe
Et tæppe er stykke tekstil, der kan være lavet af forskellige materialer. Det kan bruges til at holde varmen med, en form for beklædning viklet om kroppen eller mod jordkulden. Eller knyttet eller vævet og gerne kunstnerisk udsmykket som væg- eller gulvtæppe.
Orientalske tæpper kan være vævede eller knyttede.
Tæpper kan forekomme i flise-lignende stykker, heraf navnet tæppefliser.